# E (lettre)
Pour les articles homonymes, voir E.
Ne pas confondre avec la lettre grecque epsilon « ε », les lettres cyrilliques « э » ou « е », le symbole euro « € », le symbole d'appartenance « ∈ » ou le quantificateur d'existence « ∃ ».
Cette page contient des caractères spéciaux ou non latins. S’ils s’affichent mal (▯, ?, etc.), consultez la page d’aide Unicode.
E est la cinquième lettre des alphabets latin et étrusque, ainsi que leur deuxième voyelle. Il s'agit également de l'écriture capitale de l'epsilon de l'alphabet grec ainsi que du Ye de l'alphabet cyrillique.

## Histoire

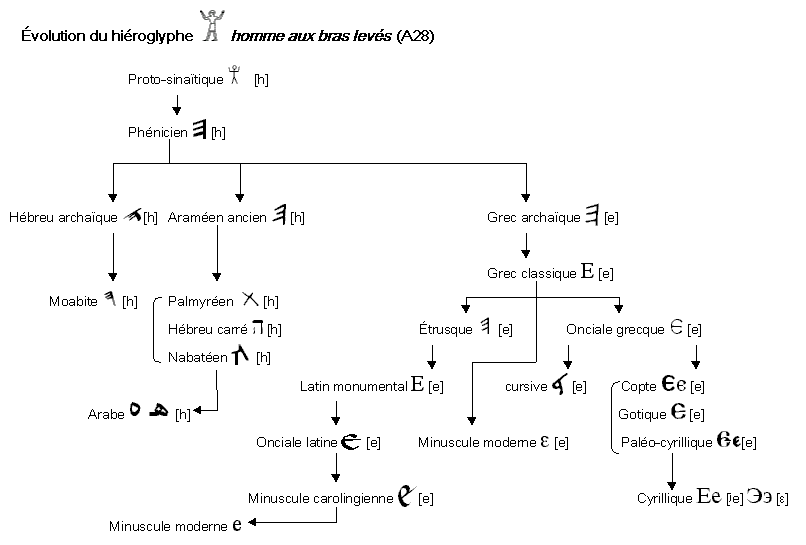
Évolution du tracé de la lettre

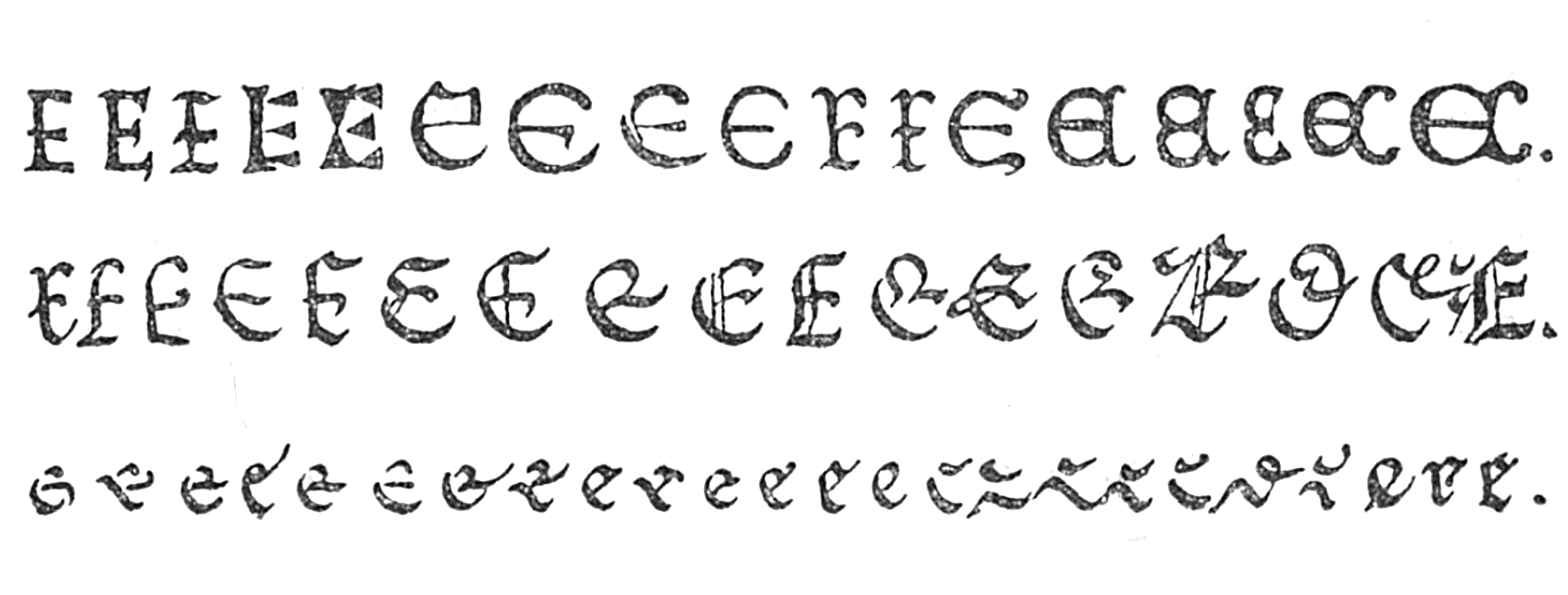
Formes majuscules et minuscules manuscrites de la lettre E dans le Dictionnaire des abréviations latines et française d’Alphonse Chassant.

| A28 |

| A28 |

## Diacritiques et ligatures
La lettre E peut être munie de diacritiques dans l'écriture d'un certain nombre de langues utilisant l'alphabet latin :
- È/è : accent grave (français, italien...)
- É/é : accent aigu (espagnol, irlandais, français...)
- Ê/ê : accent circonflexe (français...)
- Ë/ë : tréma (français, luxembourgeois...)

Il existe également une ligature de la lettre A avec la lettre E, Æ/æ, utilisée en danois, en féroïen, en islandais, en norvégien et parfois en français.
Il existe aussi une ligature du O avec le E : Œ/œ. Quelques mots français qui l'utilisent sont sœur, cœur, œil, bœuf, œuf, œsophage, fœtus...

## Français
- Le E est la 5e lettre et la 2e voyelle de l'alphabet français.
- La lettre E est la lettre la plus présente en français. Sa fréquence d'utilisation dans une phrase, un paragraphe ou un texte est de deux à trois fois plus élevée que les autres voyelles qui elles-mêmes sont de cinq à dix fois plus fréquemment utilisées que les consonnes.
- Cette lettre sert à noter des sons vocaliques nettement distincts : 
  - le /e/ fermé, comme dans athée, beauté, santé, qui porte souvent l'accent aigu, ou lorsqu'il est suivi d'un z comme dans assez, chez, mangez...
  - le /ε/ ouvert, comme dans accès, bête, sel, qui peut porter l'accent grave, l'accent circonflexe ou aucun accent.
  - le /ə/ caduc :
    - se prononce [ə] dans les mots de deux lettres comme dans le, je...
    - se prononce [ə] dans les conjonctions se terminant par "que", comme dans que, quoique...
      - dans les deux cas précédents, l'élision est requise avant un autre mot débutant par une voyelle ou un h muet, comme pour l'éléphant, l'amour, qu'elle parle... ; dans le langage parlé et familier, ce e est parfois muet (j'vais voir) ;

    - se prononce [ə] entre deux consonnes, comme dans revoir, brelan, femelle...
    - se prononce [ə] entre le u d'un digramme et une consonne, comme dans guenille, quenelle...
    - ne se prononce pas dans les autres cas, comme dans soierie, France, bagarre, brusque...
- Cette lettre, associée à d'autres, sert à noter d'autres sons vocaliques qui n'ont pas de lettre propre : 
  - la voyelle nasale [ã], lorsqu'il est suivi d'un n, comme dans vendredi et souvent ou d'un m, comme dans trembler, tempête ou emmener.
  - la voyelle nasale [ɛ̃], dans la suite i+e+n en fin de mot, comme dans chien ou tiens ; mais aussi e+n dans des exemples rares, comme Benjamin ou banyulenc.
  - la voyelle [ø] ou [œ], lorsque le e est suivi d'un u, comme dans peu ou peur.
  - la voyelle [ε], lorsqu'il est suivi d'un i, comme dans neige ou d'un y, comme dans poney.
  - la voyelle [ε], lorsqu'il est suivi de -il, comme dans pareil ou -ille, comme dans abeille.
  - Attention qu'il existe des exceptions.
- La lettre e suivie de plusieurs consonnes ou d'un x se prononce souvent [ε], mais cela dépend des cas :
  - devant une consonne double :
    - [a] devant certains doubles m, comme dans femme et lorsque le double m sert à former le suffixe adverbial -emment, comme dans consciemment, évidemment, fréquemment...
    - [ɑ̃] devant certains doubles m et doubles n, comme dans emmener,ennui...
    - [e] le plus souvent lorsque la lettre e commence le mot, comme dans ecclésiastique, effet, ellipse, emmenthal...
    - [ε] dans la plupart des autres cas, comme dans bavette, belle, flemme, impeccable, mienne, presse, steppe, terre...

  - devant plusieurs consonnes différentes :
    - [ɑ̃] dans la plupart des cas si la première consonne est un n ou un m suivi de b ou p, comme dans enclave, vendre, embrun, tempérament...
    - [ə] devant deux consonnes si la première n'est ni un n ni un m et que la seconde est un h, un l ou un r, comme dans recherché, replié, recroquevillé...
    - [e] dans certains cas particuliers, notamment lorsque la seconde consonne est un h muet, comme dans mehalla.
    - [ε] dans la plupart des autres cas, comme dans anecdote, elfe, espace, ethnie, hebdomadaire, sergent, persuadé...

  - [ε] lorsque la lettre suivante est un x, comme dans exécution, exemple, réflexe...

## Sciences
- La lettre e est utilisée en mathématiques et en calcul pour représenter la constante de Néper.
- La lettre e est utilisée en physique pour désigner la charge électrique élémentaire.

## Codage

### Informatique
| Lettre                   | E                        | E                        | e                         | e                         |
| ------------------------ | ------------------------ | ------------------------ | ------------------------- | ------------------------- |
| Nom Unicode              | Lettre capitale latine E | Lettre capitale latine E | Lettre minuscule latine E | Lettre minuscule latine E |
| Encodage                 | décimal                  | hexadécimal              | décimal                   | hexadécimal               |
| ASCII, ISO 8859, Unicode | 69                       | 45                       | 101                       | 65                        |
| EBCDIC                   | 197                      | C5                       | 133                       | 85                        |

### Radio
- Épellation alphabet radio
  - international : Echo
  - allemand : Emil
  - européen : England
- En alphabet morse, la lettre E vaut « · »

### Autres
| Signalisation | Signalisation | Langue des signes | Langue des signes | Écriture Braille |
| Pavillon      | Sémaphore     | française         | québécoise        | Écriture Braille |
| ------------- | ------------- | ----------------- | ----------------- | ---------------- |
|               |               |                   |                   |                  |